# Robert Rich, 2º Conde de Warwick
Robert Rich, 2º Conde de Warwick (maio ou junho de 1587 – 19 de abril de 1658), Lord of the Manor of Hunningham, foi um administrador colonial inglês, almirante e puritano, que comandou a marinha parlamentar durante as Guerras dos Três Reinos .

## Detalhes pessoais

Braços de Rico: Gules, uma divisa entre três cruzes botonée ou

Robert Rich, mais tarde Lord Holland, era o filho mais velho e o terceiro de sete filhos de Robert Rich, primeiro conde de Warwick (1559–1619) e sua primeira esposa Penelope (1563–1607). Seus pais se separaram logo após o nascimento de Henry, embora não tenham se divorciado formalmente até 1605, quando Penelope se casou com seu parceiro de longa data, Charles Blount, 8º Barão Mountjoy (1563-1606). Penelope era irmã do Conde de Essex, executado por traição em 1601, fazendo de Rich um primo do futuro general parlamentar Robert Devereux, 3º Conde de Essex . 
Ele tinha duas irmãs, Essex (1585-1658) e Lettice (1587-1619) e um irmão mais novo , Henry Rich, 1º Conde da Holanda (1590-1649). Ele também tinha vários meio-irmãos e irmãs, incluindo Penelope (1592-? ), Isabella, Mountjoy Blount, 1º Conde de Newport (1597-1666) e Charles (1605-1627). Quase certamente gerados por Charles Mountjoy, esses filhos foram criados na família Rich e aparecem em seu pedigree, com exceção de Mountjoy, que foi legitimado após a morte de seu pai. 
Robert Rich casou-se três vezes, primeiro em fevereiro de 1605 com Frances Hatton (1590–1623) Lady of the Manor of Hunningham, filha e herdeira de Sir William Hatton (1560–1597) Lord of the Manor of Hunningham, anteriormente "Newport",  a neta de Francis Gawdy . Seus filhos incluíam Anne (1604–1642), Robert (1611–1659), Lucy (1615–depois de 1635), Frances (1621–1692) e Charles (1623?–1673). Algum tempo antes de janeiro de 1626, ele se casou com Susan Rowe (1582–1646), filha de Sir Henry Rowe, Lord Mayor de Londres, e viúva de William Holliday (c.1565–1624), vereador de Londres, um rico comerciante e presidente de Londres da Companhia das Índias Orientais . Em março de 1646, ele fez seu terceiro e último casamento com Eleanor Wortley (falecida em 1667); nenhum deles produziu filhos. 

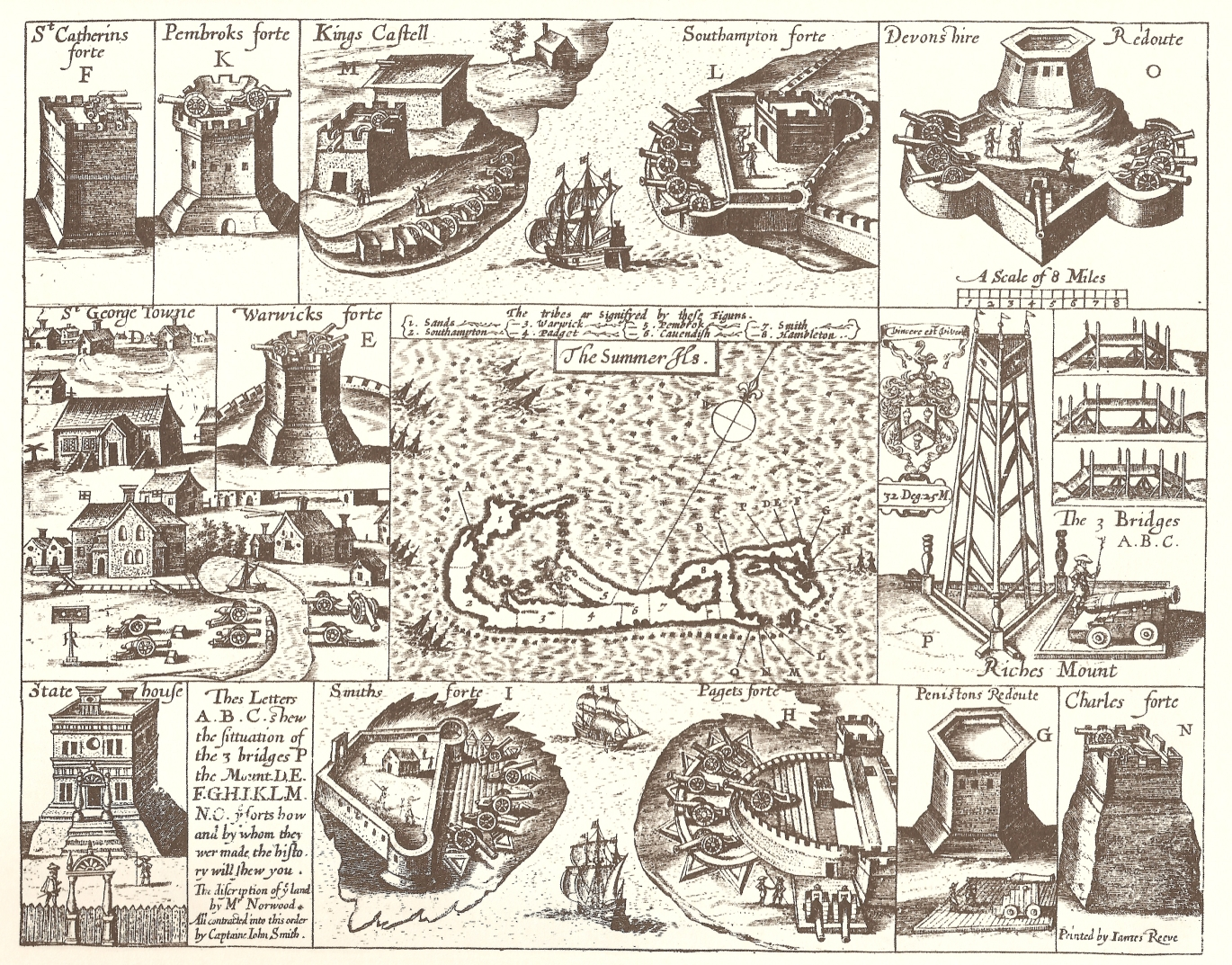
Mapa das Bermudas de 1624 do capitão John Smith, mostrando Warwick Parish (3) e fortificações contemporâneas, incluindo Castle Harbor (originalmente "Southampton Port"), onde o navio Warwick foi perdido em 1619

## Empreendimentos coloniais

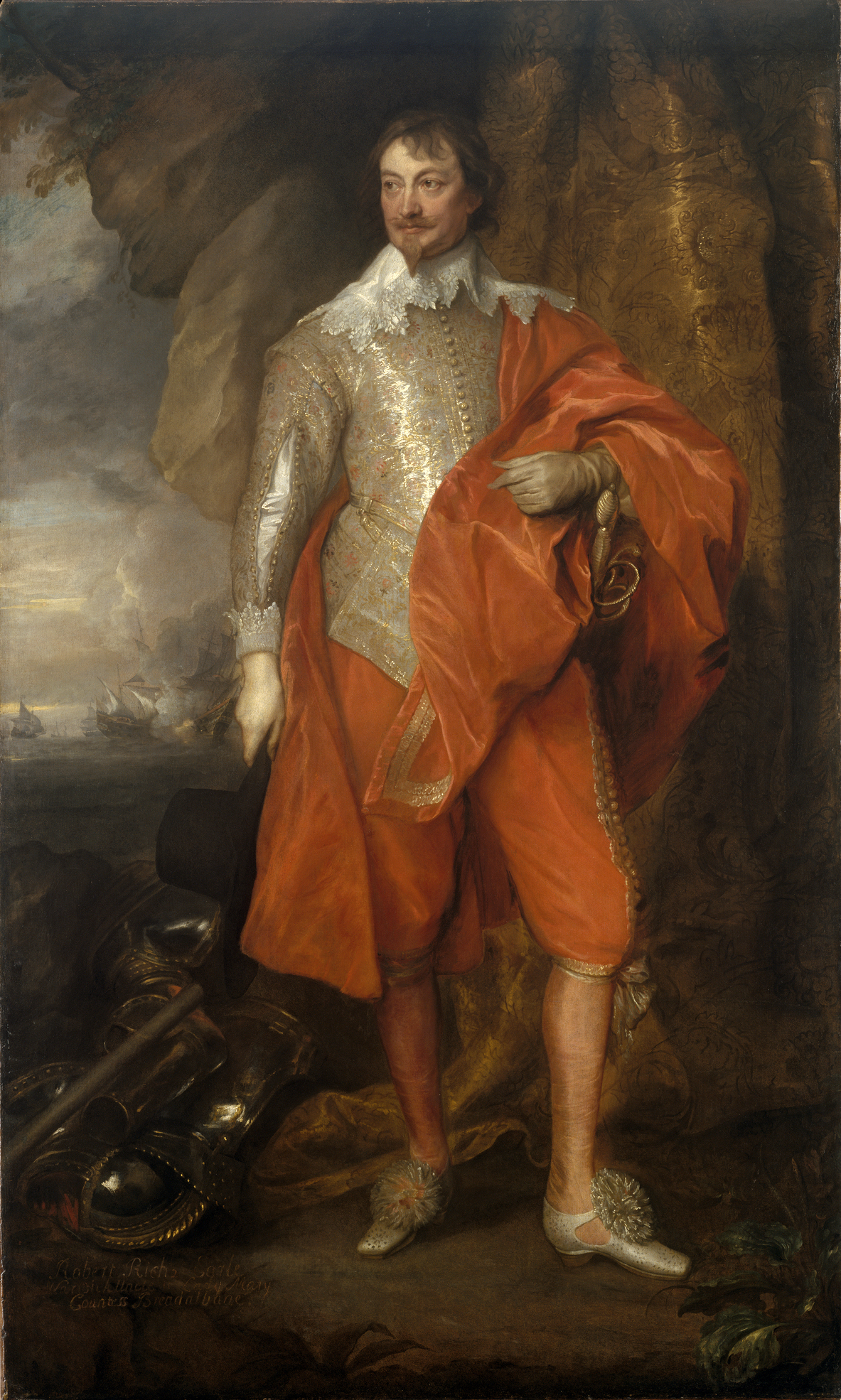
Robert Rich, 2º Conde de Warwick, retrato de Anthony van Dyck

As conexões e simpatias puritanas de Warwick gradualmente o afastaram da corte, mas promoveram sua associação com as colônias da Nova Inglaterra . Em 1628, ele indiretamente obteve a patente para a Colônia da Baía de Massachusetts e, em 1631, recebeu a patente de "Saybrook" em Connecticut . Forçado a renunciar à presidência do Conselho da Nova Inglaterra no mesmo ano, ele continuou a administrar a Somers Isles Company (sendo as Somers Isles uma das colônias que se aliaram à Coroa ) e a Providence Island Company, esta última, fundada em 1630, administrou Old Providence na Costa do Mosquito . Enquanto isso, na Inglaterra, Warwick se opôs ao empréstimo forçado de 1626, ao pagamento do dinheiro do navio e à política da igreja de Laud .
Sua Richneck Plantation estava localizada no que hoje é a cidade independente de Newport News, Virgínia . Acredita-se que Warwick River, Warwick Towne, Warwick River Shire e Warwick County, Virgínia, sejam nomeados em sua homenagem, assim como Warwick, Rhode Island e Warwick Parish nas Bermudas (também conhecido como The Somers Isles) . A escola mais antiga das Bermudas, a Warwick Academy, foi construída em um terreno na Paróquia de Warwick dado pelo Conde de Warwick; a escola foi iniciada na década de 1650 (seus primeiros registros foram perdidos com os da Warwick Vestry em um naufrágio do século XX), embora a escola coloque sua fundação oficialmente em 1662.
Em setembro de 1640, Warwick assinou a Petição dos Doze para Carlos I, pedindo ao rei que convocasse outro parlamento.